# 김태완 (1984년)
김태완(金泰完, 1984년 1월 27일 ~ )은 전 KBO 리그 넥센 히어로즈의 내야수, 외야수, 지명타자이자, 현 KBO 리그 고양 히어로즈의 타격코치이다.

## 선수 시절

### 아마추어 시절
중앙고등학교 시절 수비 위치는 주로 3루수였으나 부쩍 커 버린 키 때문에 1루수로 이동했다. 중앙고등학교 시절 2002년에 한화 이글스의 2차 8라운드(전체 60순위) 지명을 받았지만 성균관대학교에 입학했다. 성균관대학교 3학년에 재학 중이던 2004년에 국가대표로 첫 선발돼 제 2회 세계 대학 야구 선수권 대회에 참가했고, 한국이 3위를 기록하는 데 공헌했다.

### 한화 이글스시절

#### 2006년 시즌
입단 당시 큰 체형과 힘 있는 타격 스타일로 많은 기대를 모았으나 주전 1루수였던 김태균에 밀려 출장 기회를 거의 갖지 못했다. 4경기에 출전해 4타수 2안타를 기록하고 2군에 머물렀다.

#### 2007년 시즌
시범 경기에서 홈런 1위, 타점 1위를 기록해 기대를 모으며 개막전 명단에 포함됐다. 하지만 개막 후 4월 17일까지 8타수 무안타를 기록해 2군으로 내려갔다. 4월 28일에 1군에 복귀했으나 다시 무안타를 기록했고, 5월 3일 삼성 라이온즈전에서 시즌 첫 안타를 2점 홈런으로 기록했다. 1군과 2군을 오가며 61경기에 출장해 2할대 타율, 4홈런을 기록했다.

#### 2008년 시즌
시즌 개막 직전 김태균의 부상으로 개막전부터 1루수 겸 4번 타자로 출장했다. 김태균이 복귀한 후 주로 지명타자로 출장했다. 7월 10일 KIA전에서 이범석의 직구에 아랫 입술과 턱 밑을 강타당했고, 이후 보호대가 달린 검투사 헬멧을 착용하기 시작했다. 시즌 124경기에 출장해 2할대 타율, 102안타, 23홈런, 73타점으로 장타자의 면모를 발휘했다.

#### 2009년 시즌
시즌 초 김태균의 부상으로 4월 28일부터 4번 타자로 나와 27타수 11안타, 4홈런, 9타점, 9득점, 4할대 타율로 활약했다.

#### 2010년 시즌
김태균, 이범호의 일본 진출로 인해 외야수 최진행과 함께 중심 타선에서 1루수를 맡기 시작했다. 4월 10일 롯데전에서 8번 출루해 개인 최다이자 KBO 최다 출루를 기록했다. 4월 18일 넥센 히어로즈와의 경기에서 기습 번트 타구 수비 중 왼쪽 어깨 부상을 당해 4월 21일에 1군 엔트리에서 말소됐다. 5월 11일에 1군 엔트리에 다시 등록됐다. 6월 이후 극심한 부진에 시달렸고, KIA 타이거즈에서 3:3 트레이드된 장성호가 입단해 수비 위치가 다시 지명타자로 변경됐다. 광저우 아시안 게임 야구 국가대표팀 60인 예상 엔트리에 이름을 올렸지만, 최종 엔트리에서 탈락해 팀에서 류현진만 광저우 아시안 게임에 차출됐다. 시즌 후 공익근무요원으로 입소해 대전고등학교에서 대체 복무를 마치고 소집 해제됐다.

#### 2013년 시즌
팀의 마무리 훈련을 통해 복귀했으며, 그의 복귀를 대비해 팀에서는 롯데 자이언츠로부터 투수 송창현을 받고 장성호를 내주는 트레이드를 단행했다. 그러나 기대에 미치지 못했으며, 시즌 중반에 공익 근무 소집이 해제돼 복귀한 입단 동기 송광민에 비해 타격이 부진해 시즌 중 2군으로 3번 강등당하는 등 복귀 후에도 좋지 못했다. 이 원인엔 당시 감독이었던 김응용의 무리한 우익수 기용이 상당한 몫을 차지했다. 선수 파악이 덜 됐던 김응용은 그를 3루수로도 기용하는 자충수를 뒀다. 실제로 그의 입소 전 우익수 경험은 거의 전무하다시피 했다. 시즌 93경기에 출전해 3홈런, 2할대 타율에 그치고 9월 21일에 3번째로 2군에 강등된 후 김응용이 교육 리그 참가를 지시해 시즌을 마감했다.

#### 2016년 시즌
9월 20일에 박노민과 함께 방출됐다.

### 넥센 히어로즈시절
2016년 12월 9일에 입단하였다. 팀에서는 그가 타선에 힘을 보태줄 선수라며 영입한 이유를 밝혔다.2018년 10월 14일에 방출됐다.

## 야구선수 은퇴 후
2020년부터 고양 히어로즈의 타격코치로 활동했다.

## 별명
- 한화 이글스 시절 응원가가 원더걸스의 Tell Me였는데, 이 때문에 '김텔미'라고 불린다.

## 타격 폼
- 크로스 스탠스이며, 팔을 높게 들면서 방망이 머리 부분은 투수를 향한 후 타격하는 독특한 폼을 가지고 있다. 그와 비슷한 타격 폼을 가지고 있는 선수는 박진만, 케빈 유킬리스가 있다. 그리고 타석에 설 때 홈 플레이트에서 가장 먼 곳에 서서 타격한다. 하지만, 이 타격 폼의 문제는 손목의 힘이 좋지 않으면 부상을 유발할 수 있고, 배트 스피드가 떨어지며, 스윙 궤적이 커진다.

## 출신 학교
- 서울양목초등학교
- 서울신월중학교
- 중앙고등학교
- 성균관대학교

## 통산 기록
| 연도 | 팀명   | 타율  | 경기 | 타수 | 득점 | 안타 | 2루타 | 3루타 | 홈런 | 루타 | 타점 | 도루 | 도실 | 볼넷 | 사구 | 삼진 | 병살 | 실책 |
| ---- | ------ | ----- | ---- | ---- | ---- | ---- | ----- | ----- | ---- | ---- | ---- | ---- | ---- | ---- | ---- | ---- | ---- | ---- |
| 2006 | 한화   | 0.500 | 4    | 4    | 0    | 2    | 0     | 0     | 0    | 2    | 3    | 0    | 0    | 0    | 0    | 1    | 0    | 0    |
| 2007 | 한화   | 0.245 | 61   | 94   | 11   | 23   | 5     | 0     | 4    | 40   | 12   | 0    | 0    | 9    | 2    | 22   | 3    | 1    |
| 2008 | 한화   | 0.266 | 124  | 383  | 44   | 102  | 16    | 0     | 23   | 187  | 73   | 0    | 1    | 50   | 11   | 78   | 9    | 1    |
| 2009 | 한화   | 0.289 | 112  | 360  | 62   | 104  | 17    | 2     | 23   | 194  | 68   | 1    | 1    | 72   | 11   | 89   | 6    | 1    |
| 2010 | 한화   | 0.265 | 116  | 370  | 62   | 98   | 13    | 0     | 15   | 156  | 62   | 7    | 6    | 86   | 13   | 99   | 9    | 2    |
| 2013 | 한화   | 0.229 | 93   | 279  | 24   | 64   | 13    | 0     | 3    | 86   | 23   | 1    | 2    | 33   | 7    | 78   | 8    | 4    |
| 2014 | 한화   | 0.258 | 89   | 186  | 26   | 48   | 8     | 0     | 7    | 77   | 39   | 0    | 0    | 24   | 3    | 51   | 10   | 1    |
| 2015 | 한화   | 0.239 | 22   | 46   | 5    | 11   | 2     | 0     | 0    | 13   | 3    | 0    | 0    | 2    | 2    | 16   | 1    | 0    |
| 2016 | 한화   | 0.350 | 24   | 20   | 3    | 7    | 1     | 1     | 0    | 10   | 0    | 0    | 0    | 3    | 1    | 8    | 0    | 0    |
| 2017 | 넥센   | 0.311 | 46   | 90   | 14   | 28   | 5     | 0     | 4    | 45   | 7    | 0    | 0    | 9    | 1    | 24   | 2    | 1    |
| 2018 | 넥센   | 0.197 | 29   | 66   | 5    | 13   | 2     | 0     | 1    | 18   | 5    | 0    | 0    | 5    | 2    | 25   | 4    | 0    |
| 통산 | 11시즌 | 0.263 | 720  | 1898 | 256  | 500  | 82    | 3     | 80   | 828  | 295  | 9    | 10   | 293  | 53   | 491  | 52   | 11   |